# Amīrābād-e Fenderesk
Amīrābād-e Fenderesk (persiska: امیر آباد فندرسک) är en ort i Iran.   Den ligger i provinsen Golestan, i den norra delen av landet, 300 km öster om huvudstaden Teheran. Amīrābād-e Fenderesk ligger 58 meter över havet och antalet invånare är 314.
Terrängen runt Amīrābād-e Fenderesk är platt åt nordväst, men åt sydost är den kuperad.Runt Amīrābād-e Fenderesk är det ganska tätbefolkat, med 65 invånare per kvadratkilometer. Närmaste större samhälle är ‘Alīābād-e Katūl, 10,7 km söder om Amīrābād-e Fenderesk. Trakten runt Amīrābād-e Fenderesk består till största delen av jordbruksmark.